# Pope v Curll
Pope v Curll (1741) ist ein Gerichtsverfahren vor dem Court of Chancery aus dem Jahre 1741. Erstmals unterschied ein englisches Gericht darin zwischen dem gegenständlichen Sachobjekt und dem Inhalt eines literarischen Werkes mit daraus resultierender Werkherrschaft des Autors.

## Sachverhalt
Der Verleger Edmund Curll veröffentlichte ein Sammelwerk mit dem Titel Dean Swift's Literary Correspondence for 24 years from 1714–1738. Es beinhaltete Briefe Jonathan Swifts, sowohl solche an als auch von Alexander Pope. Pope wehrte sich gegen diese Publikation. Vertreten durch William Murray (den späteren Lord Mansfield) verlangte er eine injunction, die Veröffentlichung des Sammelbandes sowie jede neue oder andere Auflage oder Veröffentlichung der Briefe zu untersagen.
Curll brachte zu seiner Verteidigung drei Argumente vor: Zum einen sei Pope überhaupt nicht Autor der besagten Briefe, ferner unterfielen diese nicht dem Act of Anne. Zuletzt brachte er vor, dass alle besagten Briefe bereits in Irland veröffentlicht worden seien und jedermann Werke aus Irland in gleicher Weise nachdrucken dürfe wie irische Verleger Erstveröffentlichungen aus Großbritannien.

## Entscheidung desCourt of Chancery
Der Earl of Hardwicke LC folgte in seinem Urteil weitestgehend der Argumentation Popes.
Die Publikation unterfalle zunächst dem Act of Anne. In dessen Anwendungsbereich fielen nicht nur zur Veröffentlichung bestimmte literarische Werke und Sachbücher, sondern auch private Briefe. Curlls Einwand, die Briefe seien als Geschenk des Absenders an den Empfänger zu betrachten, entkräftete der Lordkanzler mit der Unterscheidung zwischen „physical letter and copyright“; dem Empfänger habe demnach nur property am Papier des Briefes, woraus sich jedoch keine Erlaubnis zum Abdruck des Briefinhaltes ergebe. Ebenso Wenig könne die vorherige Publikation in Irland etwas am gefundenen Ergebnis ändern: Gälte dies, könnten die Vorschriften des Act of Anne schlicht dadurch umgangen werden, indem ein britischer Verleger das zur Veröffentlichung bestimmte Werk zunächst nach Irland schicke und dort drucken lasse. Das Gericht gewährte deshalb eine injunction für die Briefe Popes an Swift, jedoch nicht für die Briefe Swifts an Pope.